# (5787) 1992 FA1
(5787) 1992 FA1 (1992 FA1, 1979 OM16, 1982 KE, 1986 RC10, 1990 WA13) — астероїд головного поясу, відкритий 26 березня 1992 року.
Тіссеранів параметр щодо Юпітера — 3,613.